# Jacques Desplats
Jacques Desplats, né le  10 octobre 1913 à Castres et décédé le 20 juin 1940 à Saumur sur l’île de Gennes est un officier français, cadet de Saumur mort pour la France lors de la défense de la Loire.

## Biographie
Jacques Desplats né le 10 octobre 1913 à Castres (Tarn). Il sort second de promotion de Saint-Cyr en 1937, et entre à l'école de cavalerie de Saumur. Il en sort major de promotion un an plus tard. A ce titre, il reçoit en don de l'Etat une jument, qu'il nomme Haute-Savoie. Nommé lieutenant au 9e régiment de dragons, il est en garnison à Épernay et combat les troupes allemandes en mai 1940. Il est appelé à l'école de cavalerie de Saumur, en tant qu'instructeur. Il doit alors abandonner son cheval à la frontière, pour rejoindre son affectation. 
Lors des combats de Saumur, il est chargé de la défense de l'île de Gennes. Il dirige la 11e brigade d'élèves aspirants de réserve, composée de 57 hommes, dont 27 aspirants et 30 tirailleurs algériens. Le 14 juin, il réunit ses soldats en leur annonçant que l'ennemi est bien plus proche que prévu, et se trouve déjà à Chartres.
Le 19 juin 1940, les soldats Allemands arrivent sur la rive droite de la Loire, en face de la position de la brigade. Dans l'après-midi, le lieutenant Desplats ordonne la destruction du premier pont. Dans la soirée, les Allemands tentent de passer une première fois. Après de lourds bombardements au canon de 77, les soldats tentent de passer en barques à l'ouest et l'est de l'île, mais en sont empêchés par d'imposants tirs de mitrailleuses. Vers 23h23, ils sont définitivement repoussés, avec l'arrivée des renforts dirigées par le sous-lieutenant Roimarmier. Jacques Desplats galvanise ses hommes au milieu des combats, et leur répète « Surtout les enfants, ne flanchez pas ». Le second pont est saboté, et la brigade se retrouve complètement isolée. Dès le lendemain matin, le 20 juin 1940, les combats reprennent ardemment. Il est blessé à la jambe par un premier éclat d'obus. Refusant d'être ramené à l'arrière, il bande sa blessure sur place. Il est néanmoins immédiatement frappé par un second obus qui lui ôte la vie. Il est d'abord enterré au cimetière communal de Gennes, avant que son corps ne soit déplacé en 1954 au mémorial Saint-Eusèbe. En 1948, à l'endroit même de sa mort, un monument est élevé à sa mémoire et à celles de ses compagnons.
L'Avenue Lieutenant Jacques Desplats à Castres est nommée ainsi en son honneur. C'est dans cette rue que se situe le 8e RPIMa.

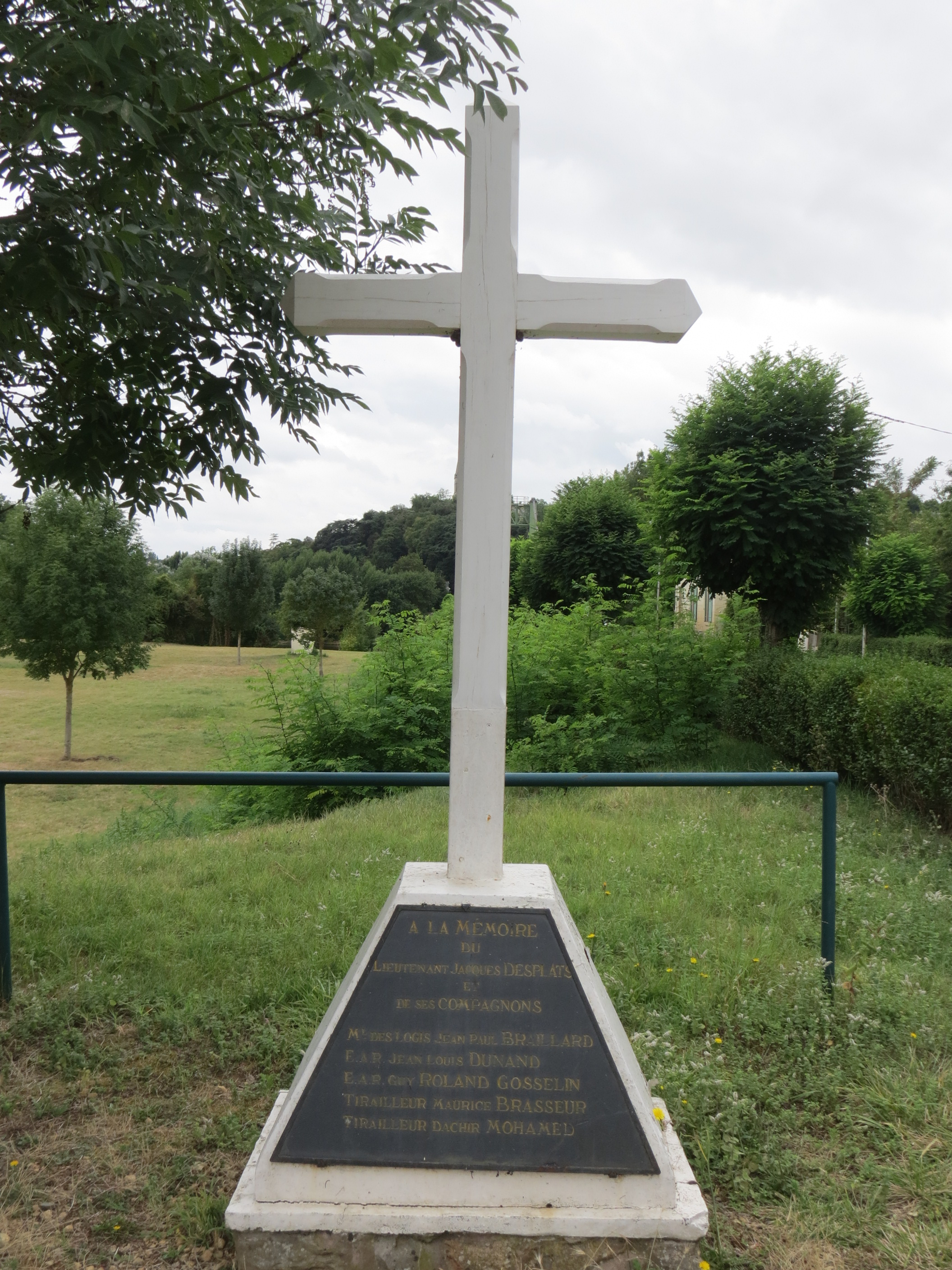
Monument aux défenseurs de l'île de Gennes.
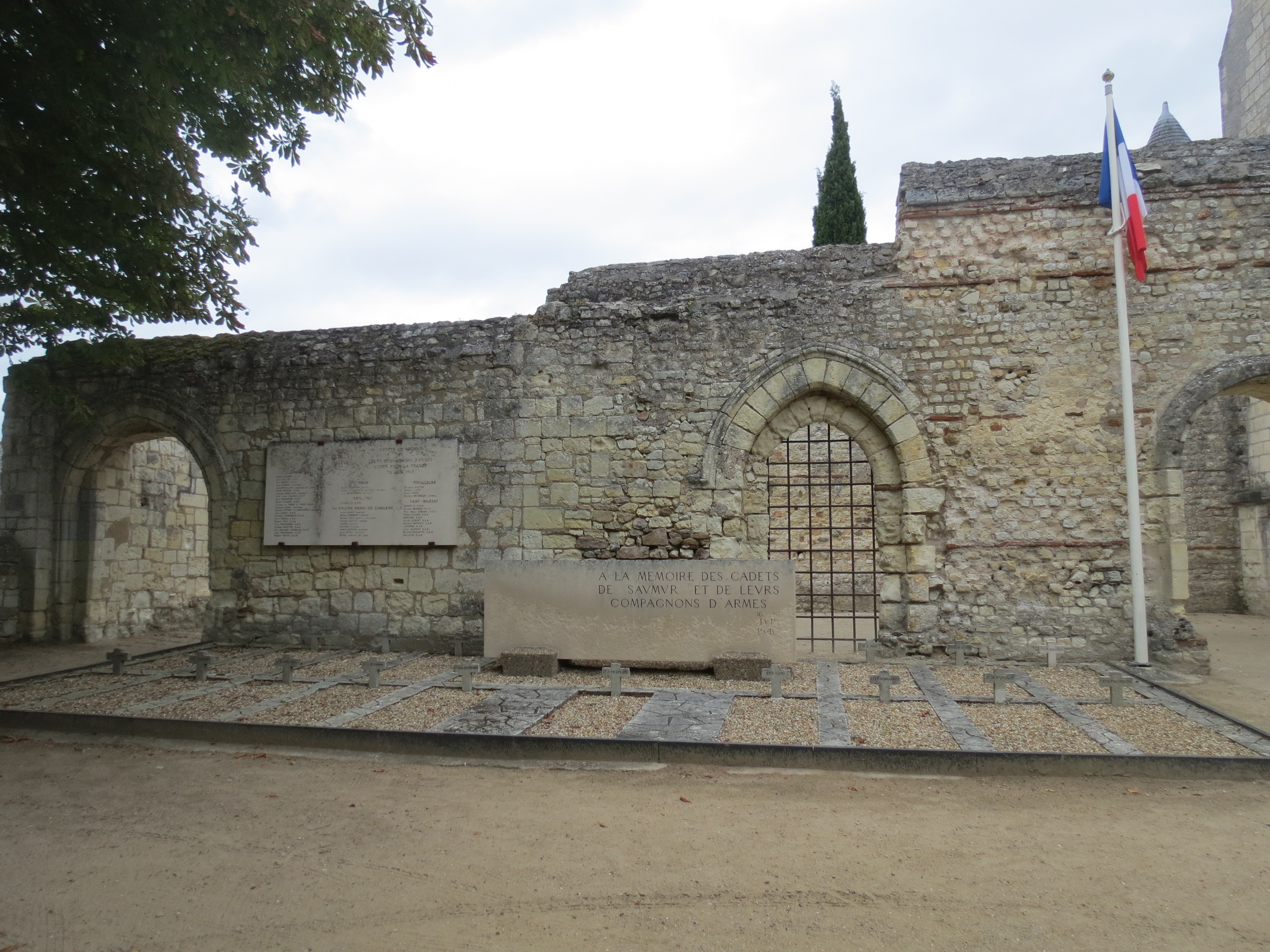
Cimetière militaire de Gennes.
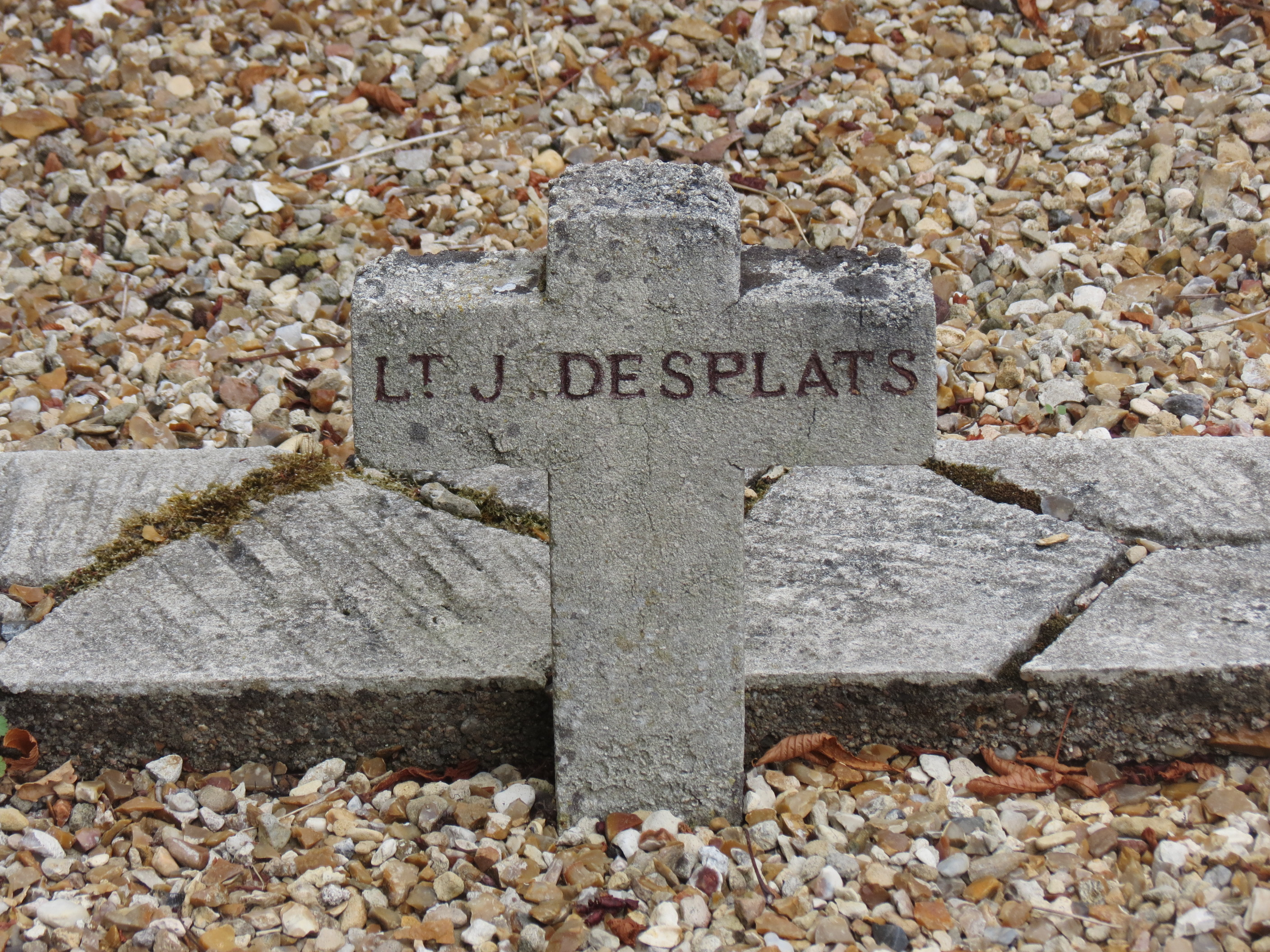
Tombe du Lieutenant Jacques Desplats au cimetière militaire de Gennes.